# Macarena D’Urso
Macarena D'Urso (Buenos Aires, 16 de diciembre de 1991) es una jugadora de baloncesto argentina que juega en la posición de base. Forma parte de la selección femenina de básquetbol de Argentina, con la que participó en el mundial de baloncesto femenino de 2018 y logró la medalla de oro en el campeonato sudamericano 2018.

## Biografía
Comenzó con la práctica del baloncesto a los siete años en el club porteño Sunderland. Con este equipo se desarrolló en las categorías formativas, para luego desempeñarse en primera división de los torneos metropolitanos. Sus actuaciones en el torneo local, a la par de su desempeño en el seleccionado juvenil nacional, la llevaron a su primer juego de las estrellas en 2012. Ese mismo año fue transferida a Vélez Sarsfield. En 2014 fue nuevamente convocada al Juego de las Estrellas de la Liga Nacional, donde fue compañera de equipo de jugadores como Héctor Campana y Adrián Boccia y se llevó el torneo Tiro de las Estrellas. Con el club de Liniers se consagró campeona del Torneo Federal 2015, siendo consagrada como figura y MVP de la final.
En 2017 pasó al Club Deportivo Berazategui, con el que terminó en el cuarto puesto de la Liga Femenina de Básquetbol de 2017. En su primera temporada promedió 15.2 puntos, 5 rebotes y 2.8 asistencias en 14 partidos. En diciembre de ese año se consagró campeona del Súper XII de la Asociación Metropolitana de Baloncesto Femenino tras derrotar a Obras por 72 a 52. Señalada como líder del equipo, fue elegida como jugadora más valiosa (MVP) del torneo tras anotar 20 puntos en la final.
Tras conseguir este torneo partió hacia Brasil, donde hizo su primer experiencia internacional representando al Presidente Venceslau en la Liga Femenina. Allí también fue invitada al juego de las estrellas del año 2018, formando parte de un combinado de jugadoras argentinas. Al finalizar la temporada se reincoporó a Berazategui como "jugadora franquicia", logrando el campeonato apertura de ese año.
En julio de 2018 se sumó al CB Almería de la Liga Femenina 2, en ese momento la segunda categoría del baloncesto femenino español. Señalada por la prensa como «jugadora clave (...) [con] una fortaleza física impresionante, más allá de su talla, y una buena capacidad atlética» renovó contrato con el club español en julio de 2019, aunque finalizada la temporada de liga se sumó nuevamente a Berazategui para disputar el tramo final del primer torneo de la Temporada 2019 de la Liga Femenina de Básquetbol (donde se consagró campeona) y el segundo torneo, donde el club aurinegro cayó en semifinales ante Quimsa.
Finalizada la competencia retornó a España para disputar la temporada 2019-20 con el Almería, obteniendo esa campaña un promedio de 10.3 puntos, 3.7 rebotes, 2 asistencias y 8.2 puntos de valoración media en 21 partidos. Continuó en el CB Almería hasta que en agosto de 2022 se sumó a las filas del CAB Estepona de la nueva Liga Femenina Challenge, que reemplazó a la Liga Femenina 2 como segunda división nacional del baloncesto femenino en España. El club destacó al ficharla:

La bonaerense es una gran penetradora, una especialista en obtener ventaja de su primer paso y manejo de balón. Esta acción le permite forzar personales con bastante facilidad, además de lograr canastas de bella factura. Una de sus sorpresas, es su habilidad para hacerse con los rebotes a pesar de no llegar al 1,70 metros de estatura.

Sin embargo, su paso por el Estepona fue breve, retornando al Almería en diciembre de 2022. Allí lideró al equipo para conseguir el ascenso a la Liga Challenge, terminando la temporada con promedios de 9.7 puntos, 3.8 rebotes, 2.4 asistencias, 1.6 robos y 10.4 de valoración en 25 minutos por partido, siendo elegida como la jugadora más valiosa de la fase final.
Aprovechó el final de la temporada española para sumarse al club uruguayo Aguada, con el que disputó la Liga Sudamericana de Básquetbol de 2023, logrando el subcampeonato. En este torneo la FIBA la señaló como una de las jugadoras más destacadas de la fase de grupos, remarcando que «guió la ofensiva con 17.3 puntos y 3.3 asistencias, pero en defensa también creció con 5.7 rebotes y 3.7 robos [por partido]».

## Selección nacional
Integró las categorías formativas de la selección Argentina de baloncesto, participando en el Campeonato Mundial Sub-19 de 2009, donde obtuvo la medalla de plata. Previamente se consagró campeona en el Sudamericano categoría cadetas que se desarrolló en Loja (Ecuador) en el año 2007. Realizó su debut en la selección mayor en 2017, año en que consiguió el subcampeonato en la AmeriCup, para al año siguiente darle a la Argentina el primer campeonato sudamericano en 70 años. En 2018 también disputó el Campeonato Mundial, donde Argentina no pudo superar la fase de grupos, y al año siguiente participó en los Juegos Panamericanos de Lima y nuevamente en la AmeriCup. Retornó a la selección solo unos años después, con ocasión de la Americup 2023.
También participó del mundial de 3x3 de Grecia 2012.

## Palmarés

### Clubes
- Tercer puesto - Campeonato argentino de mayores 2012 (con Capital Federal)[37]
- Campeona - Torneo Federal Femenino 2015 (con Vélez)
- Subcampeona - Torneo metropolitano 2016 (con Vélez)[38]
- Campeona - Torneo Súper XII de la Asociación Metropolitana de Baloncesto Femenino (con Deportivo Berazategui)
- Campeona - Torneo apertura Liga Femenina 2018 (con Deportivo Berazategui)
- Campeona - Primer torneo Liga Femenina 2019 (con Deportivo Berazategui)
- Subcampeona - Liga Sudamericana de clubes 2023 (con Aguada)

### Selección nacional
- Tercer puesto - Campeonato Mundial Sub-19 2009
- Subcampeona - FIBA Americup 2017
- Campeona - Campeonato sudamericano 2018